# Élodie Lesourd
Pour les articles homonymes, voir Lesourd.
Élodie Lesourd, née en 1978 à Saint-Germain-en-Laye (Yvelines), est une artiste contemporaine française.

## Biographie

### Formation
Elle suit une formation DNSEP à l'école nationale des beaux-arts de Lyon en 2004 et aux beaux-arts de Nantes en 2005.

### Bourses et prix
- 2005 : post-diplôme, Nantes
- 2004 : lauréate du prix Charles Dufraine

## Expositions

### Expositions personnelles
- 2019
  - Lambada Pictoris, Fonds régional d'art contemporain de Normandie-Rouen
- 2009 :
  - Bend Sinister, galerie Olivier Robert, Paris
- 2007 :
  - R’n’R Resurrection, Docks Art Fair, Lyon
  - Obituary, MAC VAL, Vitry-sur-Seine
  - POGO, galerie Alain le Gaillard‐Olivier Robert, Paris

### Expositions collectives
- 2010 : 
  - « La belle peinture est derrière nous », Sanat Limani-Antrepot 5, Istanbul (Turquie)
- 2009 :
  - Rendez‐vous 09, Institut d'Art Contemporain, Villeurbanne.
  - Faux frères, galerie In Situ, Aalst, Belgique
  - Art‐O‐Rama, Friche de la Belle de Mai, Marseille
  - Black Mirror, CAN, Neuchatel, Suisse
- 2008 :
  - La marque jeune, Musée d’Ethnographie, Neuchâtel, Suisse
  - Bijoux de Famille, CAN, Neuchâtel, Suisse
- 2007 :
  - Svarte Sirkel, Curating Contest, Hôtel la Louisiane, Paris
  - Série Noire, Villa Bernasconi, Genève, Suisse
  - Rock’n’Vidéo, MAC/VAL, Vitry-sur-Seine
- 2005 :
  - J’en rêve, Fondation Cartier, Paris
  - Diabolo Nantes, Lieu Unique, Nantes
  - Random, ERBA Nantes
- 2004 :
  - Festival Vidéo, CRAC, Valence
- 2003 :
  - Machin‐Machine, université de Lyon

### Performances
- 2007 :
  - I ONE I X HE/DIE concert‐performance sur le toit du musée, MAC/VAL, Vitry-sur-Seine
- 2006 :
  - Hunky Dory : compression concert‐performance avec 10 guitaristes invités, Auditorium, MAC/VAL, Vitry-sur-Seine
- 2005 :
  - Variations Osterberg concert‐performance avec Emmanuel Hubaut, Fondation Cartier, Paris
- 2003 :
  - KFK‐MDL‐PSR 225, Festival Nuits sonores, Lyon
  - Bowie/Bauhaus, CNAC, le Magasin, Grenoble

## Collections
- FNAC, Paris

- FRAC Ile-de-France/Le Plateau, Paris

- FRAC Poitou-Charentes, Angoulême

- FRAC Normandie Rouen

- FRAC Franche-Comté

- MAC/VAL, Vitry sur Seine

- Fonds Municipal de la ville de Vincennes

- Musée départemental d'art contemporain, Rochechouart

- Claudine and Jean-Marc Salomon Foundation, Annecy

- Fondation Cartier pour l'art contemporain, Paris